# Klasse 202
Die U-Boote der Klasse 202 waren eine kurzzeitig von der Bundesmarine eingesetzte U-Boot-Klasse. Ihre Aufgabe war primär der Küstenschutz in der Ostsee.

## Geschichte
Bei der Aufstellung der Bundesmarine wurde gleich zu Beginn der Neuaufbau einer U-Bootwaffe projektiert. Der Bau von zwölf Kleinst-U-Booten für den Küstenschutz wurde von der WEU 1956 genehmigt. Das Verteidigungsministerium erteilte daraufhin 1957 den Auftrag, die Boote zu entwerfen. Sie sollten als Erprobungsträger für die Klasse 205 dienen.
Diese durften nicht größer sein als 350 ts.
Ursprünglich sollten bis zu 40 U-Boote der Klasse gebaut werden, da die Marine eine intensive Überwachung der Ostsee plante. Die Zahl wurde später auf zwölf und dann auf drei reduziert. Die Boote sollten Vorposten-, Aufklärungs- und Sicherungsdienste sowie zur U-Bootjagd genutzt werden. Hierfür wurde eine sehr große Weitsuch-Sonaranlage als Standard vorgesehen, welche aber aufgrund des geringen Luftvorrats und der geringen Operationsreichweite unmöglich umzusetzen war.
Auseinandersetzungen über Zielsetzung und Ausstattung eines derartigen U-Bootes und immer neue Änderungswünsche seitens der Marine verzögerten aber den Bau erheblich. Eine Zeit lang war geplant, das dritte Boot mit einer neuen Walter-Antriebsanlage zu versehen, doch wurden die Vorarbeiten hierfür eingestellt. Schließlich wurde beschlossen, nur zwei Boote als akustische Erprobungsträger für ein neues Sonarsystem zu bauen. Gegen die Tradition, U-Boote nur mit Nummer zu versehen, wurden die beiden 202er nach den Konstrukteuren Hans Techel und Friedrich Schürer benannt, die an der deutschen U-Boot-Entwicklung maßgeblich beteiligt gewesen waren.
Der Bau der beiden Boote begann 1961 und dauerte bis 1965. Die Hans Techel, getauft am 15. Oktober 1965, erhielt als Patengemeinde Ottenhöfen, die Friedrich Schürer wurde am 6. April 1966 getauft.
Bei der Ablieferungsfahrt der Hans Techel kam es zu einem Wassereinbruch, welcher durch Säurefraß einer undichten Batterie hervorgerufen wurde. Dadurch kam, selbst bei niedrigem Seegang, Wasser bis zur Brücke. Was die Sicht bei Überwasserfahrt stark einschränkte und den Aufenthalt auf der Brücke fast unmöglich machte.
Nachdem die beiden Boote die in sie gesetzten Erwartungen nicht erfüllt hatten und die Marine keine Verwendung für diese kleinen Fahrzeuge hatte, wurden sie aus Kostengründen bereits am 15. Dezember 1966 außer Dienst gestellt und im Marinearsenal Kiel aufgelegt. Die beiden Boote wurden einige Jahre danach verschrottet. Als Baukosten für diese beiden Boote wurden 30 Millionen DM angegeben.

## Technik
Die zwei Boote unterschieden sich in der Heckruderausführung und die Friedrich Schürer erhielt eine Kortdüse, die Hans Techel entsprach der „normalen“ Heckruderausführung der Klasse 205. Sie wurden mit ferritischem Stahl gebaut, welcher sich als äußerst korrosionsanfällig erwies.

## Einheiten
| Kennung | Name              | Kiellegung       | Stapellauf        | Indienststellung | Einheit                     | Außerdienststellung | Verbleib     | Kommandant                        |
| ------- | ----------------- | ---------------- | ----------------- | ---------------- | --------------------------- | ------------------- | ------------ | --------------------------------- |
| S172    | Hans Techel       | 10. Oktober 1961 | 15. März 1965     | 15. Oktober 1965 | Erprobungsstelle 73 in Kiel | 15. Dezember 1966   | verschrottet | Oberleutnant Jürgen Rautmann      |
| S173    | Friedrich Schürer | 10. Oktober 1961 | 10. November 1965 | 6. April 1966    | Erprobungsstelle 73 in Kiel | 15. Dezember 1966   | verschrottet | Oberleutnant Hans-Jürgen Hoschatt |